# Lindøya

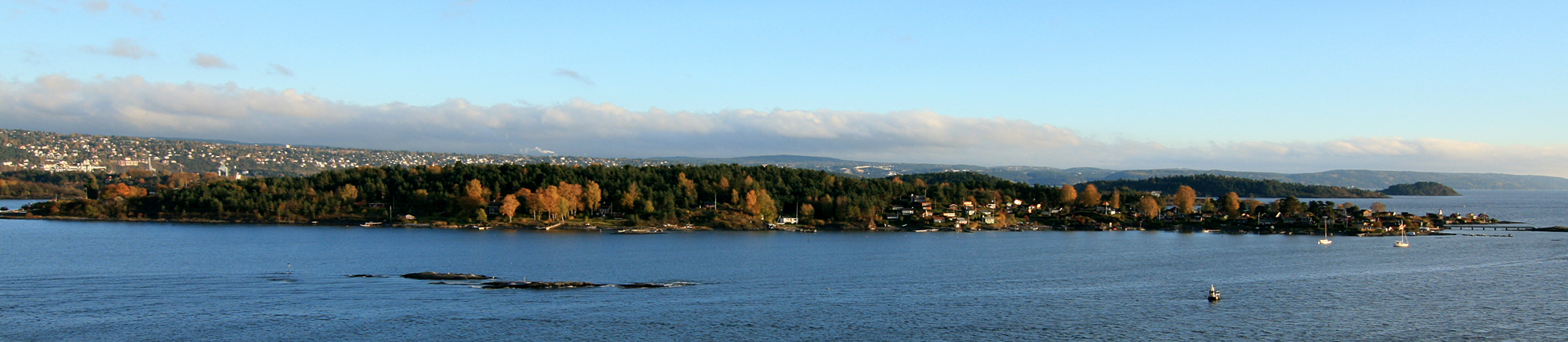
Panorama wyspy

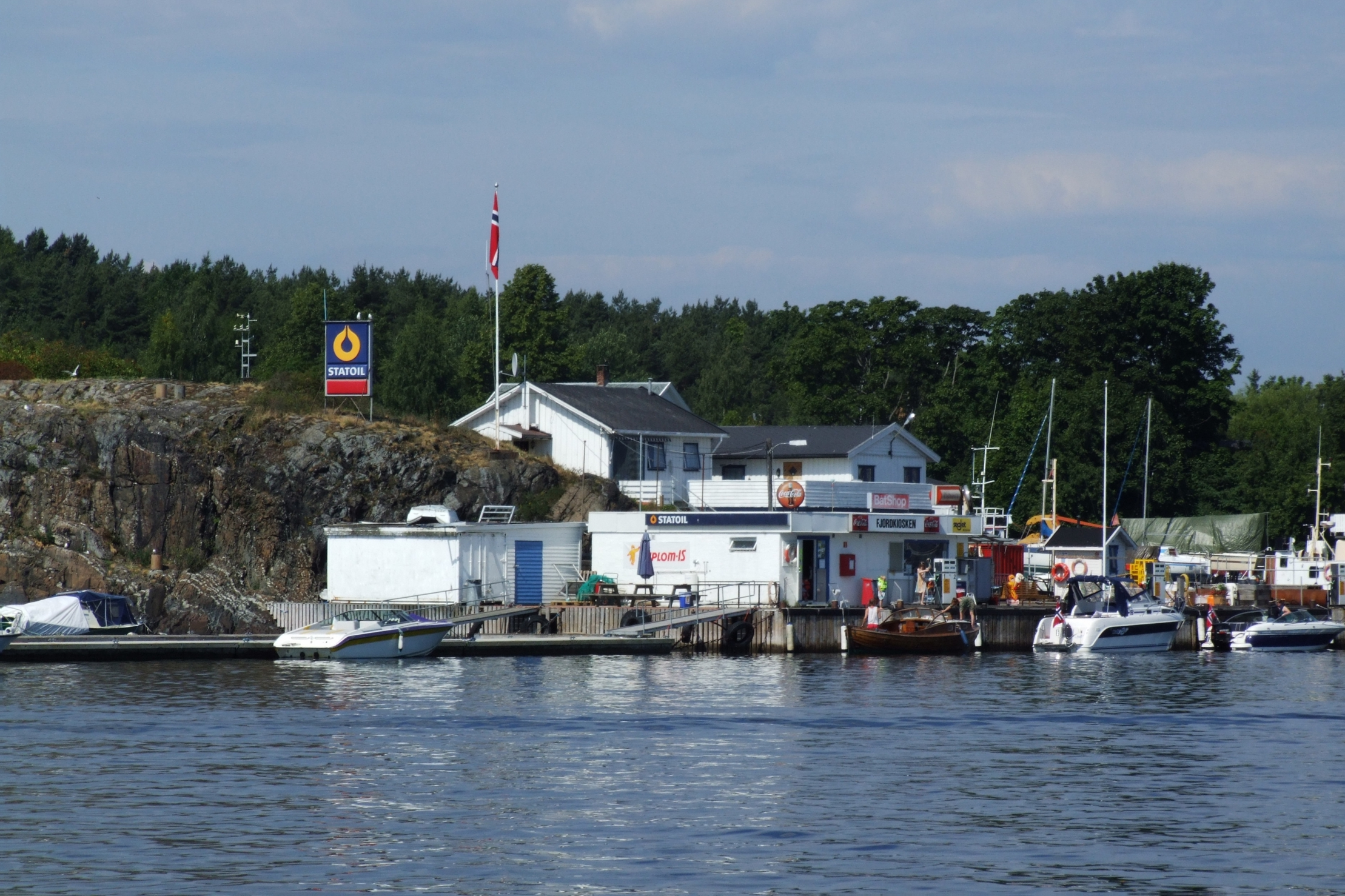
Niewielki port na wyspie wraz ze stacją benzynową przystosowaną do tankownia łodzi

Lindøya − niewielka wyspa na Oslofjordzie, położona około 3 kilometry na południe od centrum Oslo. Administracyjnie należy do dzielnicy Gamle Oslo.
W 1920 wyspa stała się na krótko bazą hydroplanów pierwszych norweskich linii lotniczych Det Norske Luftfartrederi. Loty odbywały się tylko jesienią tego roku. Po uruchomieniu regularnych połączeń nową bazą lotniczą była sąsiednia wyspa Gressholmen.
Na wyspie znajduje się kilka niewielkich portów jachtowych. Z centrum Oslo istnieje możliwość dostania się na wyspę dzięki kursującym dwóm liniom tramwaju wodnego.
Większość wyspy pokrywają lasy.